# Mountainbike-Weltmeisterschaften 2025
Die Mountainbike-Weltmeisterschaften 2025 finden vom 30. August bis 14. September an verschiedenen Orten im schweizerischen Kanton Wallis statt. Neben den üblichen Wettkämpfen im Cross-Country und Downhill beinhaltet das Programm ausnahmsweise drei weitere, normalerweise separat ausgetragene Weltmeisterschaften, nämlich die Mountainbike-Marathon-Weltmeisterschaften 2025, die Mountainbike-Enduro-Weltmeisterschaften 2025 und die Pumptrack-Weltmeisterschaften 2025.

## Programm
Der geplante Ablauf ist wie folgt:
- 30.–31. August: Eröffnungsfeier in Sitten
- 30. August–1. September: Enduro und E-Enduro in der Aletsch Arena
- 2.–7. September: Downhill in Champéry
- 3.–4. September: E-MTB Cross-Country in der Aletsch Arena
- 3.–6. September: Pumptrack in Monthey
- 6. September: MTB-Marathon von Verbier ins Val d’Anniviers
- 8.–9. September: Shorttrack in Zermatt
- 9.–14. September: Cross-Country XCO und Staffel in Crans-Montana

Das Wettbewerbs-Programm ist für Männer und Frauen gleich. Cross-Country XCO wird in den Kategorien Elite, U23 und Junioren ausgetragen, Shorttrack in Elite und U23, Downhill in Elite und Junioren. Die Mannschaften im Cross-Country-Staffelrennen sind aus den sechs Kategorien (m/w) im XCO zusammengesetzt. Die übrigen Wettkämpfe werden nur in der Elite ausgetragen.